# Beata Maria Iserhielm
Beata Maria Iserhielm, född Franc den 29 mars 1739, död den 2 oktober 1826, var en svensk miniatyrmålare, silhuettklippare och illustratör. Iserhielm finns bland annat representerad på Västergötlands museum.
Hon var dotter till landshövdingen Pehr Franc och Magdalena Catharina Westerling. Hon gifte sig 16 juni 1770 på Berga med sekreteraren Carl Gustaf Iserhielm, i hans andra gifte. De fick barnen Axel August (1772–1774) och Fredric Wilhelm (1774–1781).